# 제7회 미국 감독 조합상
제7회 미국 감독 조합상은 1954년 뛰어난 활동을 보인 영화 감독을 기리기 위해 1955년 2월에 열린 시상식이다. Biltmore Bowl에서 개최되었다.

## 수상 및 후보

### 감독상(영화부문)
- 워터프론트 - 엘리아 카잔 수상

### 명예상
- 월트 디즈니 수상